# Dypingite
La dypingite è un minerale.